# ناحیه بونیهاد
ناحیهٔ بونیهاد (به مجاری:  Bonyhádi járás) یک ناحیه در مجارستان است که در تولنا واقع شده‌است. ناحیهٔ بونیهاد ۴۷۶٫۷۷ کیلومتر مربع مساحت و ۳۱٬۵۶۷ نفر جمعیت دارد.